# Владимировка (Сахалинская область)
Владимировка — упразднённое село в Александровск-Сахалинском районе Сахалинской области России. Исключено из учётных данных в 2024 году.

## География
Находится на берегу реки Агнево при впадении реки Владимировка, в глубине острова Сахалин, в 40 км от районного центра — города Александровск-Сахалинский.

## История
1 июня 1982 года у Владимировки упал при посадке из-за перегруза вертолёт Ми-2.	

## Население
| 2002 | 2010 | 2021 |
| ---- | ---- | ---- |
| 0    | →0   | →0   |

По данным переписи 2002 года постоянного населения нет.

## Транспорт
Был развит воздушный транспорт.